# La macchina lavacani
La macchina lavacani (Donald's Dog Laundry) è un film del 1940 diretto da Jack King. È un cortometraggio animato della serie Donald Duck, prodotto dalla Walt Disney Productions e uscito negli Stati Uniti il 5 aprile 1940, distribuito dalla RKO Radio Pictures. A partire dagli anni novanta è più noto come Paperino e il lavaggio per cani. Nel novembre 1984 fu inserito nel film di montaggio Buon compleanno Paperino.

## Trama
Paperino costruisce un lavatore automatico per cani, mentre Pluto sonnecchia nelle vicinanze. Finito il lavoro, Paperino decide di utilizzare Pluto come cavia per testare la macchina, ma lui non vuole. Paperino usa un osso di gomma per attirare Pluto nella macchina, ma fallisce. Decide allora di utilizzare un gatto finto, con cui spruzza la schiuma addosso a Pluto. Così facendo il cane starnutisce, buttando Paperino nella macchina e attivandola involontariamente. Finito il lavaggio, Paperino è soddisfatto del suo funzionamento.

## Distribuzione

### Edizione italiana
Il cortometraggio è stato doppiato nel 1984 per l'inserimento nel film di montaggio Buon compleanno Paperino e quindi negli anni '90 dalla Royfilm per la trasmissione televisiva. Nella raccolta Il mio eroe Paperino, uscita a marzo 2004, è stato tuttavia usato il primo doppiaggio.

### Edizioni home video

#### VHS
- Il mio eroe Paperino (marzo 2004)

#### DVD
Il cortometraggio è incluso nei DVD Il mio eroe Paperino, Walt Disney Treasures: Semplicemente Paperino - Vol. 1 e Paperino - 75º anniversario.